# モハメド・ティムミ
モハメド・ティムミ（アラビア語: محمد تيمومي、Mohammed Timoumi、1960年1月15日 - ）は、モロッコ出身の元同国代表サッカー選手。ポジションはMF。

## 経歴
細身のゲームメーカーで左足を駆使した巧みなドリブル、ボールキープとパスセンスで多くの得点チャンスを演出し、また自ら得点も決めた。1985年に所属クラブのFARラバトでアフリカ・チャンピオンズカップを制覇すると、その年にアフリカ年間最優秀選手賞を受賞した。
またモロッコ代表としては、1986年のワールドカップ・メキシコ大会におけるアフリカ勢初の決勝トーナメント進出に貢献した。この成功を受けて1987年に欧州へ渡るが、かつてアフリカで収めた様な成功を手にする事は出来ず、1990年に30歳で現役を引退した。

## 所属クラブ
- 1978-1984  ウニオン・トゥアルガ
- 1984-1987  FARラバト
- 1987-1989  KSCロケレン
- 1989-1990  レアル・ムルシア

## タイトル

### クラブ
- アフリカ・チャンピオンズカップ　1回（1985）

### 個人
- アフリカ年間最優秀選手賞　1回（1985）